# Sybra umbratica
Sybra umbratica es una especie de escarabajo del género Sybra, familia Cerambycidae. Fue descrita científicamente por Pascoe en 1865.
Habita en Indonesia y Malasia. Esta especie mide 7,8-9 mm.